# Носенко Іван Миколайович
Іван Миколайович Носе́нко (нар. 26 вересня 1920, Олександрівка — пом. 1 вересня 2000) — український скульптор; член Спілки художників України з 1963 року; заслужений художник УРСР з 1976 року. Чоловік скульпторки Надії Носенко.

## Біографія
Народився 26 вересня 1920 року в селі Олександрівці (тепер Орловська область Росії). Впродовж 1936—1941 років навчався у Дніпропетровському художньому училищі (викладачі Микола Погрібняк, Олексій Жирадков). Брав участь у німецько-радянській війні.
Після демобілізації працював театральним художником в Зарорізькому обласному музично-драматичному театрі імені Миколи Щорса. Був членом Запорізького обласного товариства художників з 1952 року. Член КПРС з 1967 року.
Жив у місті Запоріжжі у будинку на вулиці Північно-Кільцевій № 6, квартира 51. Помер 1 вересня 2000 року.

## Творчість
Працював в галузі станкової та монументальної скульптури. У співавторстві з Надією Носкенко створив:
пам'ятники
- Поліні Осипенко в Бердянську (1953);
- морякам-десантникам у Бердянську (1972);
- «Клятва»(1973);
- «За Вітчизну»(1974);
- загиблим розвідникам у селі Лугівці «Вибух» (1984);
- у радгоспі «Південний» «За рідну землю» (1987);
- у радгоспі «Чапаївський» Василю Чапаєву (1988—1991).

скульптуру
- «Запорожці» (1961, груповий портрет заслуженого сталевара УРСР П. Дорошенка та першого підручного Л. Перехреста);
- «У наймах коси побіліють» (1961);
- «Молодий Горький» (1963);
- «Металург» (1967).
- «Сталевар, ударник комуністичної праці А. Гаврилюк» (1976);
- «Яків Свердлов» (1979).

В 1952 році створив горельєф «Мистецтво належить народові», встановлений на фронтоні Запорізького театру імені Миколи Щорса.